# León (provins)
León är en provins i nordvästra Spanien och ligger i den nordvästra delen av den autonoma regionen Kastilien och Leon. 
Provinsens huvudstad är León.
León har en yta av 15 581 km² och den totala folkmängden uppgår till 500 200 (2008).

## Städer
- Astorga